# Børge Johannes Rambøll
Børge Johannes Rambøll (30. maj 1911-16. januar 2009) var en dansk civilingeniør, professor i husbygning ved DTU og medstifter af det rådgivende ingeniørfirma Rambøll & Hannemann (i dag: Rambøll A/S, som i 2021 har mere end 16.000 ansatte) sammen med Johan G. Hannemann. Han var ud over at være forsker, underviser og rådgiver også kendt som en spændende formidler af tekniske emner til den brede befolkning og som skønlitterær forfatter. Hans vision og værdigrundlag for ingeniørfirmaet var en af han hovedinteresser.

## Liv og karriere
B.J. Rambøll er født i Korsør som søn af skoleinspektør Johannes Rambøll (1880-1946) og Ebba Thorbek (1883-1980). Han blev student fra Lyngby statsskole 1930, cand.polyt. 1935, ingeniør hos stadsingeniøren i Århus samme år, hos Wright, Thomsen & Kjer 1935-36, hos Melchior & Voltelen 1936-37, hos Chr. Nøkkentved 1937-44 og hos Anker Engelund 1944-45. 1938 blev han assistent ved Danmarks Tekniske Højskole i bærende konstruktioner, lektor i 1944 og i 1948 professor i samme fag efter Nøkkentved. Rambøll blev dr.techn. i 1944 på en afhandling om stabilitets- og spændingsberegning af rammesystemer.

## Bidrag til konstruktionsdesign
Inden for emnet statik skrev han også Fundering og bærende Konstruktioner, 1945 (s.m. Chr. Nøkkentved) og Elastisk mellemunderstøttede Søjler, 1949. Allerede inden oprettelsen af ingeniørprofessoratet i husbygning beskæftigede Rambøll sig med disse problemer og skrev Varme- og Lydisolering af Betonhuse, 1949, Brandsikring, 1951 og Rationelt byggeri, 1955. I 1945 oprettede han det rådgivende ingeniørfirma Rambøll & Hannemann Arkiveret 13. april 2021 hos  Wayback Machine sammen med Johan Hannemann. Rambøll var formand for bestyrelsen for Rambøll & Hannemann 1970-79, og for den selvejende institution R&H indtil 1989. I 1946 fik Rambøll og Hannemann sammen en præmie i en konkurrence om en ny bro over Nidelven der deler Trondheim i to halvdele. Rambøll søgte efter tolv års professorgerning sin afsked for helt at kunne hellige sig den rådgivende ingeniørvirksomhed, specielt arbejdet med ingeniørkonstruktionerne ved den nye tekniske højskole i Lyngby. Firmaet voksede hurtigt og med hovedkontor i København var der snart afdelinger i alle Danmarks amter, samt en afdeling i Tunesien. Firmaet ejes siden 1972 af en fond. Blandt firmaets opgaver kan nævnes: konstruktioner til det nye Rigshospital, til TV-byen i Gyngemosen, den ny postbygning ved Polititorvet og bærende konstruktioner og installationer på Odense Staalskibsværft, Lindø, samt den nye store jet-hangar i Kastrup. Firmaets globale speciale er TV- og radiomaster.